# Tongariro
Der Tongariro ist ein Vulkan-Massiv auf der Nordinsel Neuseelands.

## Beschreibung
Das Tongariro-Massiv besteht aus einer Ansammlung von Vulkankegeln, die sich über einen Zeitraum der letzten 275.000 Jahre gebildet haben. Die aktivsten Krater sind Te Māri, Emerald, North Crater und Red Crater. Der jüngste Kegel des Tongariro-Komplexes, der Ngauruhoe, entstand vor 2500 Jahren und stellt heute die höchste Erhebung des Tongariro dar. Der Ngauruhoe wird häufig als eigenständiger Vulkan bezeichnet, gehört aber geologisch gesehen zum Tongariro-Komplex.
Auf dem Tongariro befinden sich zahlreiche Fumarolen. Die Überreste mit den verstreuten Kratern sind das Resultat massiver Eruptionen. Drei der Kraterseen werden wegen ihrer leuchtenden Farben als Emerald Lakes bezeichnet.

## Geografie
Mit 1978 m befindet sich die höchste Erhebung des Massivs im Volcanic Plateau etwa zwanzig Kilometer südlich des Lake Taupō. Das Tongariro-Massiv ist das nördlichste der drei aktiven Vulkane, die die Landschaft im Zentrum der Insel dominieren.

## Eruptionen
In den Jahren 1855 bis 1897 wurden fünf Ausbrüche des Vulkans im Bereich des Te Māri Crater dokumentiert. Mit einer großen, von Erdbeben begleiteten Eruption wurde 1869 der obere Te Māri Crater gebildet. Māori berichteten seinerzeit von „hellen roten Flammen, die durch den Rauch stießen, so als wenn der Rauch explodieren würde und danach als Schnee zu Boden fiel“. 1892 brach der Tongariro erneut aus. Dieses Mal schleuderte der Vulkan immense Mengen an Schlamm, Felsbrocken und Dampf heraus. Die letzte Eruption im ausgehenden 19. Jahrhundert fand im November 1896 statt. Bis in den Oktober 1897 hinein war der Berg aktiv. Danach blieben die Te Māri Crater bis zum Jahr 2012 ruhig.
Nach 115 Jahren brach der Vulkan dann am 6. August 2012 am Te Māri Crater erneut aus. Dabei wurde ein Auswurf von Asche und glühendem Gestein beobachtet. Der Vulkan gilt seit dieser Zeit wieder als aktiv und wurde auf die Warnstufe 2 des neuseeländischen Vulcanic Alert Levels gesetzt. Am 21. November 2012 brach er erneut aus.

## Tongariro-Nationalpark
Der Tongariro-Nationalpark, in dem neben Tongariro und Ngauruhoe auch der Ruapehu liegt, wurde bereits im Jahr 1894 gegründet und ist somit der älteste Nationalpark des Landes. Er ist gleichzeitig einer der ältesten Nationalparks der Erde. Seit 1990 ist der Park Weltnaturerbe der UNESCO und seit 1993 das erste Welterbe mit einer kulturell und religiös bedeutenden Landschaft.
Verschiedene Szenen der Filmtrilogie Der Herr der Ringe wurden im Tongariro-Nationalpark gedreht.

## Tourismus
Bei Wanderern beliebt ist der Tongariro Alpine Crossing, ein Wanderweg zwischen Tongariro und Ngauruhoe.